# Tanytarsus niger
Tanytarsus niger är en tvåvingeart som beskrevs av Andersen 1937. Tanytarsus niger ingår i släktet Tanytarsus och familjen fjädermyggor. Arten har ej påträffats i Sverige. Inga underarter finns listade i Catalogue of Life.